# 상해보험
상해보험(傷害保險)은 보험자가 피보험자의 신체의 상해에 관한 보험사고가 생길 경우에 보험금액 기타의 급여를 하기로 하는 인보험이다.(상법 제737조). 기타의 급여란 피보험자를 치료하거나 또는 의약품을 지급하는 것과 같이 금전 외의 급부를 행하는 것을 뜻한다. 상해보험은 인보험의 일종이며, 상해보험에서는 피보험자의 보험사고를 본질로 하는 손해보험과는 원칙적으로 다른 성질을 가지나, 상해보험 중에도 손해보험의 성격을 가지는 것이 있다.
상법은 제732조를 제외한 모든 생명보험에 관한 규정을 상해보험에 준용하고 있다(제739조). 그러나 상해보험 중에도 손해보험의 성질을 가지는 것이 있는데, 치료비 입원비 등 의료보험금을 보험자가 지급하는 경우에는 실손보상의 부정액보험으로서 손해보험의 실질을 갖는다.

## 상해보험에서 보험사고
상해보험에서 보험사고는 '피보험자의 신체의 상해'이며 판례는 '피보험자가 보험기간 중 급격하고도 우연한 외래의 사고로 인하여 신체에 손상을 입는 것'이라고 하였으며 상해보험보통약관 역시 "급격하고도 우연한 외래의 사고로 인하여 피보험자의 신체에 입은 상해"라고 규정하고 있다. 예를 들어 자동차 상해 보험은 자동차의 피해나 자동차를 타던 사람이 다쳤을 때의 보험이다.

## 미성년자
상해보험에 관한 상법규정은 생명보험 규정의 대부분을 준용하고 있으나, 15세 미만자 등에 대한 계약의 금지 조항인 제732조는 준용하고 있지 않으므로, 15세 미만자의 상해를 보험사고로 하는 보험계약도 유효하다.

## 참고 문헌
- 이기수∙최병규∙김인현, 『보험∙해상법』, 박영사, 2008. ISBN 978-89-10-51521-0
- 孫晋華,【상 법】상해보험계약에서의 보험자대위와 피보험자에 의한 권리행사, 고시계, 2002.